# Auguste Parfondry

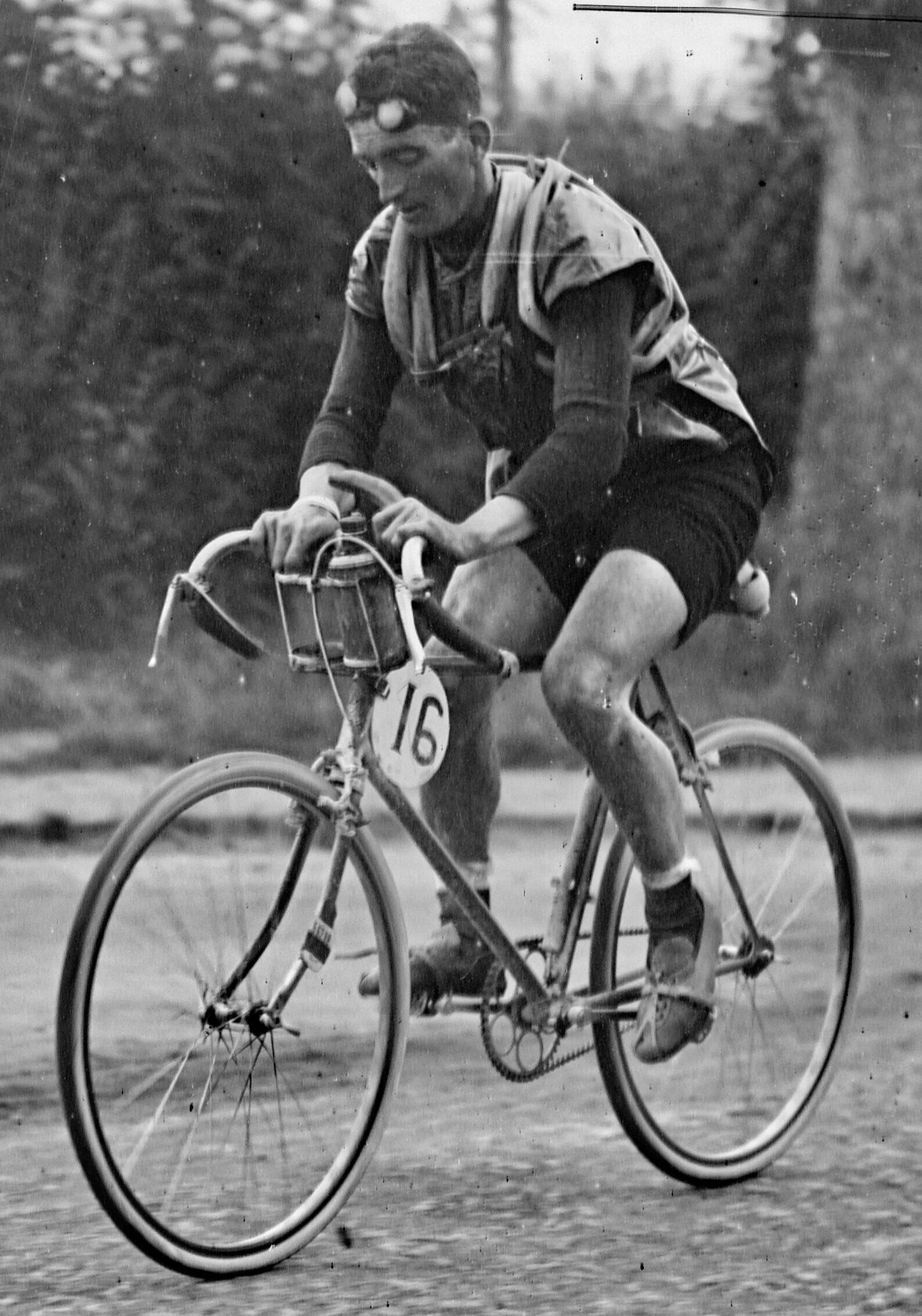
Parfondry (1924)

Désiré Auguste Ghislain Parfondry (* 1. Januar 1896 in Libin; † unbekannt) war ein belgischer Radrennfahrer.

## Sportliche Laufbahn
Er war Teilnehmer der Olympischen Sommerspiele 1924 in Paris.
Bei den Spielen wurde er beim Sieg von Armand Blanchonnet 6. im olympischen Straßenrennen. Mit dem belgischen Team gewann er gemeinsam mit Rik Hoevenaers, Jean Van Den Bosch und Fernand Saivé die Silbermedaille in der Mannschaftswertung.